# Paul Altheer
Paul Altheer, Pseudonym Martin Salander, (* 23. Juni 1887 in Wattwil; † 10. Mai 1959 in Zürich) war ein Schweizer Schriftsteller.

## Leben

### Familie
Paul Altheer war der Sohn des Apothekers Karl Robert Altheer.
In erster Ehe war er seit 1913 mit Elfriede Pauline Hedwig (geb.) John verheiratet. Er heiratete 1934 in zweiter Ehe Ida Martha, Tochter von Heinrich Rubli aus Winterthur.
1917 war er in Zürich in der Dianastr. 10 und der Arbenzstr. 6 wohnhaft.

### Werdegang
Paul Altheer besuchte die Schulen in Wattwil, die Verkehrsschule in St. Gallen sowie die Universität Zürich. Darauf war er drei Jahre Postbeamter in St. Gallen und Zürich. Er betätigte sich dann als Journalist und freier Schriftsteller in Zürich und Berlin; dort war er auch Redakteur der Deutschen Montagszeitung und der Berliner Grossstadtluft.
Von 1912 bis 1919 und von 1922 bis 1927 war er als alleiniger Redaktor bei der Zeitschrift Nebelspalter in Zürich tätig; sein Nachfolger wurde 1927 Carl Böckli. In den folgenden Jahren war er Redaktor an verschiedenen Zürcher Zeitungen, so unter anderem bei der Zürcher Morgen-Zeitung, Zürcher Volkszeitung, der Zürcher Post und der Davoser Zeitung. Auch war er ab 1915 Herausgeber der Schweizerischen Telegraphen-Information und ab 1917 Herausgeber des Verlags «Das Buch»; dort verlegte er unter anderem die Publikation Vorurteilslose Diplomatie. Gedanken zur Reform von Rudolf Dix und Warum hasst man die Deutschen von Hanns-Heinz Ewers.
1914 gründete er in Zürich das erste literarische Kabarett Pantagruel und schrieb sein Repertoire im Grand Café Odeon. Er veröffentlichte auch mehrere Beiträge in der Monatsschrift Nord und Süd sowie den Wochenschriften Simplicissimus und Die Schaubühne – Die Weltbühne.
Von 1924 bis 1926 war er erster Programmleiter und Sprecher bei Radio Zürich und anschliessend noch Redakteur des nicht-sachlichen Teils der Radio-Zeitung. Später war er als freier Schriftsteller, erst in Davos und dann in Zürich tätig.
Paul Altheer schrieb, zum Teil auch unter seinem Pseudonym, verschiedene Komödien, Schwänke im Hochdeutschen, so unter anderem 1914 Der geheime Wahlfonds, 1927 Die Flucht in den Harem und 1956 Trojka sowie Bühnenwerke, von denen einige im In- und Ausland zur Uraufführung gelangten; am erfolgreichsten erwies sich seine Komödie Herr Professor, setzen Sie sich.
Weiterhin schrieb er unter anderem Fest in Zürikon und Gemeinderats in Mundart sowie 1921 die Gedichtsammlungen Demokratie im Frack und Firelefanz. Seine Romane, unter anderem Am Ohr der Welt von 1927 sowie seine Kriminalromane Der Ermordete spekuliert von 1938 und Legion der Rächer von 1942 behandeln überwiegend humoristisch oder satirisch das politische und gesellschaftliche Leben der damaligen Zeit.
Er verfasste 1932 das Drehbuch zum Tonfilm An heiligen Wassern von Erich Waschneck.
1940 schrieb er die schweizerdeutschen Dialoge für das Abtreibungsdrama Dilemma von Edmund Heuberger.
In seinen letzten Lebensjahren betätigte er sich auch als Graphologe.

## Schriften (Auswahl)
- mit A. Eichenberger: Sommer in der Schweiz. Bürgi & Wagner, Zürich 1913.
- Der geheime Wahlfonds. Zürich 1914.
- Der Galgenstrick. Zürich 1915.
- Der Sprung ins Wasser. Baur, Basel 1917.
- Vierhundert Spione und andere Grotesken aus Neutralien. Verlag Das Buch, Zürich 1919.
- Don Juans Freund. Hanf, Hamburg 1920.
- Firlefanz. Nebelspalter-Verlag, Rorschach 1922.
- Strumpfbänder und andere Grotesken. Burgverlag, Nürnberg 1920.
- mit Lina Baumann, Franz Beyel, Carl Friedrich Wiegand: Adolf Frey-Buch. Grethlein, Zürich / Leipzig 1920.
- Demokratie im Frack. Zürich 1921.
- Hirtetanz: Humor und Satire in Versen. Nebelspalter-Verlag L. Löpfe-Benz, Rorschach 1922.
- Die verdrehten Gedichte. Zürich 1923.
- Paul Altheer; Adolf Schnider: Die verlorenen Stecknadeln. Paul Altheer Verlag, Zürich 1924.
- Der tanzende Pegasus. Orell Füssli, Zürich 1925.
- mit Fritz Boscovits: Das moderne Zürich. 1925.
- Das helvetische Bilderbuch (5 Akte). Nebelspalter-Verlag, Rorschach 1925–1926.
  - Gemeinderats.
  - Helvetia mit dem Bubikopf.
  - Der Prinz.
  - Fest in Zürikon.
  - Der Fünflampen-Apparat.
- Hallo! Welle 515! Orell Füssli, Zürich 1925.
- Die dreizehn Katastrophen. Orell Füssli, Zürich 1926.
- mit Otto Baumberger: Grüezi mitenand 40 helvetische Stimmungsbilder. Nebelspalter-Verlag E. Löpfe-Benz, Rorschach 1927.
- Am Ohr der Welt. 1927.
- Paul Leimbacher; Paul Altheer: Schweizer Jass-Büechli Ernstes und Heiteres. Grethlein, Zürich 1930.
- Dienscht am Chunde.Verband schweizerischer Konsumvereine, Basel 1934.
- Der Ermordete spekuliert. Francke, Bern 1938.
- Helvetiasgärtli: ein Hymnus in grosser Zeit. Altheer, Zürich 1940.
- Diamanten auf Parsenn. Aehren Verlag, Zürich 1942.
- Ich habe den Tyrannen ermordet. F. G. Micha, Zürich 1945.
- Fröhliche Menagerie. Aehren-Verlag, Affoltern a. A. 1947.
- Reineke Fuchs. Aehren-Verlag, Affoltern a. A. 1954.
- Trojka. Aehren-Verlag, Affoltern a. A. 1956.